# Valdelosa
Valdelosa település Spanyolországban, Salamanca tartományban. Valdelosa Topas, Valdunciel, Forfoleda, Torresmenudas, Zamayón, Palacios del Arzobispo, Santiz, Mayalde és El Cubo de Tierra del Vino községekkel határos. Lakosainak száma 404 fő (2024).

## Népesség
A település népessége az elmúlt években az alábbi módon változott:
| Lakosok száma | 517  | 530  | 562  | 496  | 487  | 448  | 433  | 409  | 404  | 404  |
|               | 2001 | 2004 | 2007 | 2009 | 2012 | 2014 | 2017 | 2019 | 2022 | 2024 |